# A Family Affair (film, 2024)
A Family Affair är en amerikansk romantisk komedifilm regisserad av Richard LaGravenese, efter ett manus skrivet av Carrie Solomon. I filmens huvudroller ses bland andra Nicole Kidman och Zac Efron. Filmen planerades först ha premiär på strömningstjänsten Netflix den 17 november 2023, men premiären blev uppskjuten till 28 juni 2024 på grund av den påverkan som SAG-AFTRA:s strejk från den 14 juli till den 9 november 2023 fick på filmens lansering.

## Handling
Filmen kretsar kring en ung kvinna, Zara (Joey King), som arbetar som assistent till en filmstjärna, Chris Cole (Zac Efron). Det hela blir dock komplicerat då hon upptäcker att chefen har ett förhållande med Zaras mamma (Nicole Kidman).

## Rollista (i urval)
- Nicole Kidman
- Zac Efron as Chris Cole
- Joey King as Zara
- Liza Koshy
- Kathy Bates
- Sherry Cola
- Gissette Valentin
- Sarah Baskin